# Pagenkorps

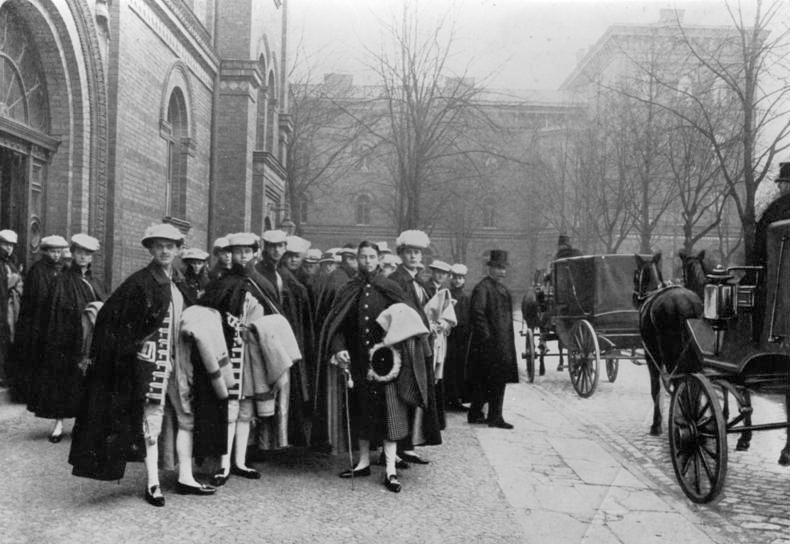
Pagenkorps in Berlin-Lichterfelde

Das Pagenkorps (franz.: Corps des Pages) war die Sammelbezeichnung für eine Gruppe der Hofbediensteten seit dem 18. Jahrhundert. Als Pagen dienten vor allem junge Adlige, die durch ihre Tätigkeit an Fürstenhöfen auf die eigene Laufbahn vorbereitet wurden, sowie Kadetten der Kadettenanstalten. Sie lernten die Gepflogenheiten des höfischen Protokolls sowie Vorgehensweisen der Politik. Das Pagenkorps wurde vom Pagengoverneur geleitet. Im Folgenden sind nur einige bekannte Einrichtungen genannt. Ein Sonderfall war das Pagenkorps in Sankt Petersburg, das als eigenständige Schule ausgebildet war. Vergleichbare Einrichtungen sind auch für Frankreich, Thailand und andere Staaten bezeugt.

## Preußen
1798 bestand das Hof-Pagen-Institut in Preußen aus dem Pagengoverneur, einem Hofmeister, zwei Leibpagen sowie zwölf Hofpagen. Zöglinge des Potsdamer Hofpageninstituts hatten zuvor eine Ausbildung an der Berliner Kadettenakademie erhalten.

## Deutscher Kaiserhof
Das Pagenkorps am deutschen Kaiserhof bestand aus 30 bis 40 ausgewählten Zöglingen der Preußischen Hauptkadettenanstalt in Lichterfelde. Das Handbuch über den preußischen Hof und Staat spezifiziert für den Hof Wilhelms II. das Hof-Pagen-Institut, das aus jeweils zwei Leibpagen (für Kaiser und Kaiserin) und 24 Hofpagen bestand. Der verantwortliche Pagengoverneur hatte die Kadetten auf ihren Dienst am Hof vorzubereiten. Vor allem anlässlich feierlichen Gelegenheiten, zu denen bei Hofe Pagendienste geleistet werden mussten, hatte der Pagengoverneur Ausbildung und Überwachung zu gewährleisten.

## Königshof Hannover
Im „Pagen-Reglement“ des Handbuchs zur Einrichtung und Führung eines Hofhaltes – Der Hofmarschall von Carl Ernst von Malortie wurde festgelegt, dass am Hannoverschen Hof der Kommandeur der Kadettenkompanie als Pagengoverneur fungierte, die Kadetten hatten die Funktionen der Pagen zu übernehmen. Der Pagengoverneur unterstand dem Hofmarschallamt und hatte den Pagen die erforderlichen Anweisungen über ihre Dienstleistungen zu erteilen und während der Hoffeste den Dienst der Pagen (in der Regel Schleppetragen und Aufwarten bei Tafel) persönlich zu leiten und zu überwachen. Er hatte die Uniformen der einzusetzenden Pagen aus den Händen des Oberhofkommissars zu empfangen und diesem nach Gebrauch wieder zurückzugeben. Auch hatte der Pagengoverneur dem Oberhofmarschallamt Vorschläge über einzusetzende Pagen zu machen; die letzte Entscheidung lag jedoch beim Oberhofmarschallamt. Ebenso wie dem Hofmarschall hatte der Pagengoverneur auch dem Leiter der Kadettenanstalt Meldung zu erstatten.

## Russisches Kaiserreich
Das Pascheskie Korpus (russisch Пажеский корпус) war eine Militärakademie im Russischen Kaiserreich, in der die Söhne der Adligen und Söhne von hohen Militärs auf den Militärdienst vorbereitet wurden.